# Kedungwungu (Krangkeng)
Kedungwungu is een bestuurslaag in het regentschap Indramayu van de provincie West-Java, Indonesië. Kedungwungu telt 4969 inwoners (volkstelling 2010).